# Nhôm acetotartrat
Nhôm acetotartrate (hoặc ALSOL) là một axit hữu cơ, chất làm se và khử trùng. Nó là muối nhôm của axit axetic và axit tartaric.

## Xuất hiện
Nhôm acetotartrate xảy ra dưới dạng tinh thể không màu hoặc hơi vàng, tự do nhưng cực kỳ hòa tan chậm trong nước và không hòa tan trong rượu và ether.

## Các ứng dụng
Nhôm acetotartrate được sử dụng trong 0,5 dung dịch 0,5% 2% dưới dạng thụt rửa mũi trong các vấn đề về đường hô hấp, trong các giải pháp 133% thay thế cho dung dịch nhôm axetat, trong dung dịch đậm đặc như một loại kem dưỡng da trong sương muối và viêm balan, và như một hít với axit boric trong viêm mũi teo. Nó cũng được sử dụng như một chất khử trùng túi thuốc chữa thương kem thuốc mỡ.